# 福島放送
株式会社福島放送（ふくしまほうそう、英: Fukushima Broadcasting Co., Ltd.）は、福島県を放送対象地域とし、テレビジョン放送事業を行っている特定地上基幹放送事業者である。
略称はKFB（K.K. Fukushima Broadcasting）。コールサインはJOJI-DTV。ANN系列。

## 概要
福島県におけるテレビ朝日（ANN）系列局。福島中央テレビ（FCT）開局前後に起こった郡山を中心とした「県民テレビ運動」（新免テレビ運動）に、朝日新聞社は一貫して深く関わっていたため、その流れで福島放送の本社・演奏所は郡山市に設置されている。
イメージキャラクターは、『ときまる』。

### 事業所
本社・演奏所
- 福島県郡山市桑野4丁目3-6

支社・支局
- 福島支社：福島県福島市大町7-11（三共福島ビル3階）
- 会津支局：福島県会津若松市上町8-30（センチュリービル3階）
- いわき支局：福島県いわき市平字大町10-4（いわき東京海上日動ビル5階）
- 東京支社：東京都中央区築地5丁目3-3（築地浜離宮ビル7階）
- 大阪支社：大阪府大阪市北区中之島2丁目3-18（中之島フェスティバルタワー16階）
- 仙台支社：宮城県仙台市太白区あすと長町1丁目3-15 （東日本放送内）

### 社名の由来
福島県第3局の申請の際は多くの申請があった中で、実質テレビ朝日系列の「株式会社福島放送」とTBS系列の「福島放送株式会社」の2社に集約された。その際は、4局目のTBS系列の局名を「福島放送」にするという条件で、テレビ朝日系列が3局目ということになった。テレビ朝日系列の3局目には、「福島朝日放送」「福島テレビ朝日」「福島朝日テレビ」といった社名が候補に挙がったが、郵政省（当時）から局名に「朝日」と入れるのは好ましくないと指摘されたため、テレビ朝日とTBSの話し合いの結果、結局3局目を「福島放送」で、4局目をTBS系列の新局（後の「テレビユー福島」）で開局した。
また、福島県内では唯一、社名に「放送」が入っている放送局でもある。都道府県名に「放送」を加えて放送局名としているのはラテ兼営局（例:北海道放送、青森放送など）が多く、テレビ単営局（例:長野放送、福岡放送など）やラジオ単営局（例:栃木放送、和歌山放送など）は少数である。なお、ANN系列局で社名に「○○（都道府県名）放送」と名乗る放送局には、この福島放送と鹿児島放送（フルネット局に限る）の2局が該当しなおかつ（双方とも）テレビ単営局という共通点もある。

### ANN系列の変遷
従来、福島県のANN・テレビ朝日系列は、1970年（昭和45年）開局の福島中央テレビ（FCT）だった。当時、朝日新聞社が全国朝日系テレビネットワークを構築するため全国各地にUHF新局の開局申請を行い、その結果他系列と相乗りになる形で朝日系のテレビ局が開局した。福島中央テレビも読売新聞などの相乗りながら、朝日系のテレビ局としてANNにも加盟していた。
しかし1971年（昭和46年）に、福島中央テレビと地元の二大新聞の一つである福島民友新聞との関係が強化されることになり、テレビネットも従来のフジテレビとのクロスネットから、日本テレビとのクロスネットに変更された。福島民友の親会社・読売新聞と日本テレビとの関係が強化されたことによるものだった。相対的に福島中央テレビに対する朝日新聞・テレビ朝日の発言力は弱まり、朝日新聞・テレビ朝日は新局開設申請に動くことになった。
このような経緯で福島放送は、1981年（昭和56年）10月1日、福島県では3番目でUHF局では2番目の テレビ朝日系列局として開局。福島県では開局当初からの、10番目のテレビ朝日系フルネットとなった。移行された番組の割合はテレビ朝日制作分では福島中央テレビ：10、朝日放送（現在の朝日放送テレビ）（ABC）制作テレビ朝日全国ネット分では福島中央テレビ：2、福島テレビ：8。これは1975年（昭和50年）3月31日、腸捻転（ネットワークのねじれ現象）解消以降も福島テレビが番組販売という形で、朝日放送制作分のネットを継続していたためである。なお福島テレビでは、テレビ朝日制作分も番組販売扱いで一部放送していた時期があったが、移行直前は編成から外れていた。民間放送教育協会制作分は、福島テレビが同協会から脱退していないため移行されなかった。

### ロゴマーク
開局前の1981年（昭和56年）3月19日に制定されたもので、「福島の青い空」から「空」を多用し、ロゴマークは青の配色となっている。
翼や福島県の「F」をモチーフにした大きなFマークが存在する。開局からしばらくは、局名告知（初代オープニング・クロージング「BIG SKY」が使用されていた時期のみ）、試験電波時のテストパターン（マスターを改修する2006年（平成18年）3月31日まで）、そして新聞広告などに多用されたが、1990年代後半からは使用する機会が減っていったが、現在でも正式な社旗や一部地域の送信所などで現在も使用している。
開局から使われている社名ロゴマークは、既存書体（写研「ゴナE」）を使用している。英字ロゴとともに引き延ばしたデザインになっているが、これは社章である前述のFマークがその上に大きく使われたためである。
また昭和時代に開局したテレビ朝日系で唯一、開局以来ロゴを変更していない。

## 資本構成
企業・団体は当時の名称。出典：

### 2021年3月31日
| 資本金       | 発行済株式総数 | 株主数 |
| ------------ | -------------- | ------ |
| 12億2000万円 | 240,000株      | 33     |

| 株主       | 株式数   | 比率   |
| ---------- | -------- | ------ |
| テレビ朝日 | 65,400株 | 27.25% |
| 朝日新聞社 | 39,400株 | 16.41% |
| 東邦銀行   | 12,000株 | 05.00% |
| みずほ銀行 | 12,000株 | 05.00% |
| 大東銀行   | 12,000株 | 05.00% |
| 福島民報社 | 10,400株 | 04.33% |

## 沿革
- 1980年（昭和55年）
  - 6月20日 - 福島県第3局目電波割り当て[11][12]。福島地区では112件の免許申請があった。
  - 12月13日 - 112社の予備免許社の一本化調整完了[13]。
  - 12月19日 - 予備免許交付[11][14]
  - 12月23日 - 郡山ビューホテルにて設立発起人会実施[15]。
- 1981年（昭和56年）
  - 2月4日 - 会社設立[16]。創立総会が開かれ、初代代表取締役会長に金成増彦（日本新都市開発社長）、初代代表取締役社長に小谷喜一（昭和電工前相談役[注釈 5]）を選出[17]。開局準備事務所は、郡山市には安田生命郡山ビル（後の明治安田生命郡山ビル）、東京都には新日比谷ビルに設置[18]。
  - 2月27日 - 桑野4丁目のヨークベニマル桑野店（初代）駐車場跡地を本社・演奏所敷地として取得[18]。
  - 3月18日 - 桑野4丁目の本社・演奏所地鎮祭[18]。
  - 4月2日 - 笹森山の福島送信所（親局）地鎮祭[18]。
  - 5月14日 - 背炙山の会津若松中継局地鎮祭[18]。
  - 6月14日 - 福島放送含む福島県民放テレビ3局に音声多重放送実用化試験局の予備免許交付[19]
  - 8月10日 - 桑野4丁目の本社・演奏所竣工[5]。
  - 8月27日 - 本免許交付[5]。
  - 9月15日 - 正午からサービス放送[注釈 6]開始[20]（ただし、音声多重放送は、開局まで未実施[注釈 7]）。
    - 最初の番組は『西部警察』（第83話「西から来た刑事」）。

  - 9月17日 - 民放連理事会、9月1日付け入会を承認[21]。
  - 10月1日 - 6時20分に福島県の3番目の民放テレビ局として開局。
    - 同時に、音声多重放送も開始（県内先発2局も同日に開始）。
    - 最初の一般番組は『バトルフィーバーJ』（サービス放送期間中の9月23日から放送）。
    - 『溝口泰男モーニングショー』では猪苗代湖からの中継を実施。
- 1983年（昭和58年）3月12日 - 3月22日　西部警察PART-IIIの福島ロケ編が行われる。同社とキー局の連携協力がなされる。
- 1995年（平成7年）1月17日 - 5時46分に起きた兵庫県南部地震（阪神・淡路大震災）のため、6時からのアニメ『聖闘士星矢』の再放送休止、以降はANN報道特別番組体制。
- 1996年（平成8年）3月25日 - CMバンク更新（NEC製）[22]。
- 1997年（平成9年）
  - 7月10日 - 新館建設工事開始[23]。工事中は近隣のマンションに部署を一時移転[23]。
  - 9月13日 - 本館増築工事着工（12月25日完成）[23]。
- 1998年（平成10年）
  - 4月17日 - 新館竣工（4階建て）[23]。開局当初の建物である本館とは、連絡通路で繋がっている。なお、電波送信用鉄塔は従来通り本館に設置されている。
  - 9月6日 - 会津若松中継局の送信機が故障し、8時間余り送信できなくなった。
- 2000年（平成12年）3月6日 - マスター（主調整室）更新（東芝製）。
- 2003年（平成15年）10月 - イメージキャラクターとして、"えふ☆ビィ"を採用（2005年（平成17年）6月廃止）。
- 2006年（平成18年）
  - 4月1日 - マスター（主調整室）を地上デジタル放送対応に改修[24][25]。
  - 6月1日 - 地上デジタル放送開始。イメージキャラクター"ときまる"を採用。
- 2007年（平成19年）5月21日 - 『ふくしまスーパーJチャンネル』から、スタジオ部分HD化[注釈 8]。
- 2009年（平成21年）10月5日 - 気象システムがHD化。
- 2012年（平成24年）
  - 2月 - 平日のレギュラー報道番組『ふくしまスーパーJチャンネル』の新コーナー「ふくしまのみんなでソラをライブ」にて、県内ローカルテレビ局初のインターネット回線経由を使ったデータ放送双方向機能の使用を開始[注釈 9][注釈 10]。
  - 3月31日 - アナログ放送停波（当初は2011年7月24日停波予定だったが、東日本大震災（東北地方太平洋沖地震）に伴い中止、特例法により同日に延期）。
- 2017年（平成29年）
  - 3月 - テレビ朝日ホールディングスによる持分法適用関連会社化（東日本放送、静岡朝日テレビも同様）[26][注釈 11]。
- 2019年（令和元年）9月2日 - マスター（主調整室）更新（東芝製）。
- 2021年（令和3年）
  - 10月1日 - 開局40周年。
  - 10月4日 - 本社（郡山市）と笹森山送信所にて、再生可能エネルギーの電気の使用を開始する（使用電力の1割）[28][29]。
- 2022年（令和4年）11月1日 - 本社と笹森山送信所の再生可能エネルギーの電気の使用割合を2割に引き上げる[29]。

### 東日本大震災による番組編成
- 2011年（平成23年）3月11日　14時46分に起きた東日本大震災（東北地方太平洋沖地震）のため、放送中の『853〜刑事・加茂伸之介（再）』の途中から地震速報と津波速報を流しつづけ、以降は報道特別番組体制に入る。21時台の報道特番（実質的には『報道ステーション』の拡大版）でも、県内の被害と原発状況を郡山のスタジオ（社内の報道・制作フロアの一角）から伝えつづけた。
- 2011年（平成23年）3月13日　沿岸地区の被害状況がわかってくると同時に、いわき市小名浜港に隣接する「アクアマリンふくしま」前の産業道路から最初に中継を行い始めたのがテレビ朝日の昼帯報道特別番組である。こうして他の関東キー局も、小名浜港からの中継や報告を倣うことになる。
- 2012年（平成24年）1月1日　『朝まで生テレビ!元旦スペシャル』が司会の田原総一朗やゲストに山本太郎、上杉隆、森まさこ参議院議員などを招いて福島放送のスタジオを中心に行われ、全国に生放送をした。主に「福島第一原子力発電所事故」の話題を中心に福島県民もスタジオに招いて討論が行われた。

## スタジオ
- テレビスタジオ（名称不明、HD）
2007年（平成19年）5月21日にHD対応化。
使用番組：『シェア!』、『キラリ★情報パック』、『ウィークエンドケア』。
- アナブース（HD）
マスター室に隣接。2007年（平成19年）にHD対応化。
使用番組：『KFBニュース』（平日昼帯）、『スーパーJチャンネル』（週末版、県内ニュース）。
- KFB特設スタジオ[注釈 12]
正式なスタジオではなく、新館（増築棟）1階の玄関ロビーを借用したオープンスタジオ。『ドミソラ』が開始した2012年（平成24年）4月から2017年（平成29年）3月まで使用。『ドミソラ2』終了後は、廃止。
使用番組：『ドミソラ2』。
なお、2015年（平成27年）の『速報!甲子園への道』（福島県ローカルパート）にて、福島県大会決勝を伝えた際では、玄関ロビー脇の喫茶スペースから放送されていた。
- 東日本大震災（東北地方太平洋沖地震）などの大きな災害や事件・事故、一時期の『ふくしまスーパーJチャンネル』内の福島県内ニュース放送時では、報道制作フロアから放送していた。

## 情報カメラ設置ポイント
- 福島市（明治安田生命福島ビル屋上、福島支社所在ビル） - 1998年（平成10年）3月16日設置[30]
- 郡山市（ビッグアイ屋上） - 2001年（平成13年）4月1日設置[31]
  - 県内の放送局では最もHD対応に遅れ、HD対応化まで『ふくしまスーパーJチャンネル』ではときまるが入ったサイドパネルが付いていた。
  - 2013年（平成25年）に入ってから、同じ位置にテレビユー福島の情報カメラが設置された。
  - ビッグアイ開業前は必要に応じて本社屋上から報道カメラで郡山市内を撮影していた。
- いわき市（小名浜下神白「天地閣」、福島中央テレビと共同で設置）
- 南相馬市
- 会津若松市（会津支社（センチュリーホテル）屋上）（HD）
  - 2009年（平成21年）10月からHD対応。ANN系列の中では情報カメラの設置が最も遅れていたが、1990年（平成2年）11月に福島放送初の情報カメラとして設置された。
- 福島空港（玉川村）
- 富岡町（小良ケ浜）

## 主な番組

### 自社制作番組
県域放送
- シェア!（月曜 - 金曜 15時48分 - 19時00分）

#### 期間限定番組
- 東京一人暮らし（毎年2月。新潟テレビ21、長野朝日放送、静岡朝日テレビ、北陸朝日放送との共同制作、幹事局は年により異なる。）
- めざせ甲子園! 全国高等学校野球選手権福島大会[注釈 13]
- 全国高校野球選手権大会中継[注釈 14]
- CM大賞（毎年12月下旬）
- ニッポンの酒シリーズ（毎年12月放送。新潟テレビ21、長野朝日放送、北陸朝日放送、大分朝日放送、熊本朝日放送、琉球朝日放送との共同制作、幹事局は年により異なる。）

#### ミニ番組
- KFB・ANNニュース（月曜 - 金曜 11時42分 - 12時00分[注釈 15]）
- キラリ★情報パック（火曜 - 木曜 10時25分 - 10時30分）
- ウィークエンドケア（金曜 14時58分 - 15時01分[注釈 16]）
- ウィークリー県政トピックス（土曜 17時55分 - 18時00分）
- 福島美少女図鑑のイマコレ（日曜 0時00分 - 0時05分（土曜深夜））
- いわき市からのお知らせ（毎月第2土曜 11時40分 - 11時45分）
- こおりやま市政なう!（隔月第4土曜 14時00分 - 14時15分） - 福島中央テレビと輪番制で制作。
- 郡山市週間トピックス（日曜 17時55分 - 18時00分）
- GO!GO!5チャンネル（番組宣伝番組）

#### テレビ朝日系列（遅れネット）
制作局の表記のない番組はテレビ朝日制作。
- musicる TV（火曜 0時50分 - 1時20分（月曜深夜））
- Break Out（水曜 0時50分 - 1時20分（火曜深夜））
- おぎやはぎのハピキャン（木曜 0時50分 - 1時20分（水曜深夜）、メ～テレ制作）
- なるみ・岡村の過ぎるTV（金曜 0時50分 - 1時45分（木曜深夜）、朝日放送テレビ制作）
- 朝メシまで。（土曜 11時15分 - 11時45分）
- 相席食堂（土曜 15時00分 - 16時00分、朝日放送テレビ制作）
- なにわ男子の逆転男子（土曜 16時00分 - 16時30分、30分遅れ）
- 探偵!ナイトスクープ（日曜 0時05分 - 1時00分、朝日放送テレビ制作）
- ラブ!!Jリーグ（日曜 10時35分 - 10時50分）
- ドラマL（月曜 0時25分 - 0時55分（日曜深夜）、朝日放送テレビ制作）
- テレメンタリー（月曜 1時30分 - 2時00分（日曜深夜）、ANN各局制作）

#### テレビ東京系列
- ヤギと大悟（土曜 14時30分 - 15時00分）
- 出没!アド街ック天国（日曜 10時50分 - 11時50分）
- YOUは何しに日本へ?（日曜 15時20分 - 16時15分）
- 日本シン人種図鑑（月曜 0時55分 - 1時25分（日曜深夜））

#### その他
- しかのこのこのここしたんたん（水曜 1:20 - 1:50（火曜深夜））

### 過去の番組

#### 自社制作番組

##### 夕方帯ニュース・情報番組
- イブニングふくしま → イブニングふくしま ありがさちこのおじゃまします!
- KFBニュースレーダー
- KFBニュースシャトル
- KFB 600ステーション
- KFBステーションEYE
- ふくしまニュース1番街
- 福島まるごとライブ ヨジデス
- ふくしまスーパーJチャンネル

##### 土曜午前帯情報番組
- 小玉みい子の朝はいきいき!
- あいうえお天気目玉焼 → あいうえお天気目玉焼Lサイズ
- ドミソラ → ドミソラ2

##### 深夜バラエティ番組
- でんきくらげとしびれふぐ
- 深夜妄想族
- サイレントサイレンと。[32]
- #9てぃ〜びぃ〜

##### 番組広報番組枠
- こちらKFB
- クイズKFB
- てれびジョン
- ちゃんねるステーション
- えふ☆ビィちゃん

##### ミニ番組
- 女子アナおしゃべり小部屋 べしゃるーむ
- 暮らしのカタログ[注釈 17]
- 食メキふくしま

##### タイアップ番組
- ずっとマリパラ
- だいすきサンシティ → Let's GO!エスパルこおりやま+エキナカ
- ワーナーマイカルシネマステーション
- 素敵にティーブレイク - インフォマーシャル番組
- オカンのあらいやだ、いい家じゃな〜い♪ → 母心のいい家み〜つけた♪ → 母心のこの家どうですか?
- くちコミ情報局 ふくラボ!TV

##### スポーツ系番組
- 熱烈応援マリーゼくらぶ
- ザ・福島ターフ倶楽部G - 福島競馬予想番組

##### 行政広報番組
- 福島県警トピックス
- トピックスうつくしま
- 会津若松情報チャンネル

##### 復興番組
- 再生への一歩
- 未来へつなぐ 福島の希望
- 子どもたちの未来のために
- 未来を見つめて 福島の希望

##### その他
- ふくしまの空の下
- 福島ずばり放談
- ふくしま自然百景
- Life+
- ちょっと奥さま
- ふたば彩遊記
- なに食べる?

東日本大震災の影響により打ち切り。震災後、2012年3月6日に『なに食べる?SPたんぽぽと訪ねる福島の食』として1度のみ復活。
- 未来へ伝えたい ふくしまの情景
- ふくしま経済ナビゲーション

#### ANN系列制作の遅れネット番組

##### テレビ朝日
- 亜空大作戦スラングル
- ムーぽん
- 秘湯ロマン
- 世界の車窓から（途中打ち切り。放送当時富士通提供ではなかった）
- FUTURE TRACKS
- 堂本剛の正直しんどい（途中打ち切り）
- ガチンコ視聴率バトル
- 恋愛百景
- ぷらちなロンドンブーツ
- あたしンち（途中打ち切り）
- 大人のバナナ
- 激論!どっちマニア → あっちマニア
- 大人の山歩き〜自分に出会える百名山〜
- 濱キス → キス濱ラーニング2 → キス濱ラーニング3 → キス濱テレビ[注釈 18]
- ブラマヨとゆかいな仲間たち アツアツっ!
- お願い!ランキング（途中打ち切り）
- アレはスゴイはず!?
- だんくぼ・彩
- やぐちひとり（途中打ち切り）
- アドレな!ガレッジ
- 爆笑問題の検索ちゃん
- アストロ球団
- 草野☆キッド
- ご姉弟物語（途中打ち切り）
- ストリートファイターズ
- 関ジャニの仕分け∞（土曜ゴールデンタイム版は同時ネット。）
- クイズ!スピードキング（途中打ち切り）
- ちい散歩 → 若大将のゆうゆう散歩
- いいはなシーサー
- 鬼のワラ塾
- 業界技術狩人 ギョーテック
- 新宿スワン（「サタドラ25」で放送）
- 腐女子デカ（「サタドラ25」で放送）
- 落語者
- 初めて○○やってみた（日曜深夜時代は同時ネット）
- 坂上忍の成長マン!!（ノンプライムタイム時代は同時ネット）
- 言いにくいことをハッキリ言うTV
- これぞ!ニッポン流!
- しくじり先生 俺みたいになるな!!（ゴールデン時代は同時ネット）
- Kis-My-Ft2 presentsオフィスラーニングバラエティOLくらぶ
- 紅リサーチ
- お坊さんバラエティ ぶっちゃけ寺（ゴールデン時代は同時ネット）
- ゴリゴリくりぃむ → ガリガリくりぃむ → グリグリくりぃむ → ギリギリくりぃむ企画工場 → くりぃむナンチャラ
- 世間に飛び出せ!! バナナ藩
- 業界トップニュース
- ナツメのオミミ
- ブラマヨとゆかいな仲間たち アツアツっ!
- ガムシャラ!
- はくがぁる
- タイガーマスクW
- イッテンモノ!（木曜未明時代は同時ネット）
- 張り紙パイレーツ!
- chouchou
- 100まで楽しむつもりです（不定期放送）
- ポルポ（途中打ち切り）
- 渡辺篤史の建もの探訪（途中打ち切り）
- さまぁ〜ず×さまぁ〜ず
- じゅん散歩（途中打ち切り）
- 凪咲とザコシ

##### 朝日放送テレビ（朝日放送）
- 七人のサムライ J家の反乱
- 1、2、駐在さんダァ〜!!
- よろず刑事
- くりくりぃむ
- 人が殺意を抱くとき
- 恋するベトナム
- 11通の…出せなかったラブレター
- 女と男と物語
- 食べて元気!ほらね
- 週末の探検家〜夢羅針盤〜（途中打ち切り）
- 美女裁判〜恋愛裁判員制度〜
- LIFE〜夢のカタチ〜（途中打ち切り）
- 今ちゃんの「実は…」（途中打ち切り）
- ハミ出す才能教育バラエティ!! 小籔★スターリオン
- お説教アイドル 叱るGENJI（途中打ち切り[注釈 19]）
- クイズ!紳助くん（途中打ち切り）
- 東西芸人いきなり!2人旅
- わっしょい!5up（「金曜ナイトセレクション」で放送）
- 知ってるor知ったか?クイズ!バレベルの塔
- コヤブ歴史堂〜にゃんたの（秘）ファイル〜
- 雨上がりのやまとナゼ?しこ → 雨上がりの「Aさんの話」〜事情通に聞きました!〜
- ビーバップ!ハイヒール（途中打ち切り）[注釈 20]
- もう少し、嫌な奴
- 松本家の休日（途中打ち切り）
- やすともの恋愛島

##### 名古屋テレビ
- Let's ドン・キホーテ
- さまぁ〜ずげりらっパ（不定期放送）
- 世界ペット紀行
- POWER JAM
- ウドちゃんの旅してゴメン（途中打ち切り）
- ラブちぇん
- 僕の秘密★兵器（「サタドラ25」で放送）
- ダムド・ファイル（「サタドラ25」で放送）
- アクセる★ビリー!
- ジョブる〜隙間産業発掘バラエティ〜（「金曜ナイトセレクション」で放送）
- ザキロバ!アシュラのススメ（2012年9月で途中打ち切り）
- キングコングのあるコトないコト

##### 北海道テレビ
- 水曜どうでしょうシリーズ
- 我思う、故に我ラーメン → 我思う、故我ラーメンII
- ワールド★カップメン
- 帰省なう
- 漁師めし
- 探検!秘境駅
- チャンネルはそのまま!
- おにぎりあたためますか

##### その他のANN系列局
- KID'S NEWS（テレビ朝日・北陸朝日放送・日本ケーブルテレビジョンの共同制作） → ASAHI Pop'n' Press! → ココ掘れキッズのおしえてMAP ASAHI Pop'n' Press! → ASAHI Pop'n' Press! 千原せいじのKids' World
- アグレッシブですけど、何か?（広島ホームテレビ制作）
- 東北の聖地を訪ねて（東日本放送制作）（2017年3月で途中打ち切り）
- 霜降り明星のあてなみげ（静岡朝日テレビ制作、途中打ち切り）

#### ANN系列制作東北ブロックネット番組
- トーホク独立TV
- 八波一起のTVイーハトーブ → イーハトーブ 土曜のてっぺん
- ヒューマンバラエティ 日曜のマゼラン
- 黄金鷲団
- るくなす
- ひるまにあん
- とうほく元気です!TV
- 週刊ことばマガジン※東日本大震災の影響により途中打ち切り
- 週末釣り倶楽部※東日本大震災の影響により途中打ち切り

#### テレビ東京系列
- 大江戸捜査網
- あばれ八州御用旅
- ジャングルの王者ターちゃん
- ウルトラQ dark fantasy
- キティズパラダイスFresh
- 風雲!真田幸村（2000年に放送）
- ギルガメッシュないと
- 姫将軍大あばれ
- クイズ赤恥青恥
- 解決!クスリになるテレビ
- きらきらアフロ（福島中央テレビに移行したが、福島中央テレビも第1シリーズ後に途中打ち切り）
- デ・ジ・キャラットにょ（テレビ大阪制作、途中ネット打ち切り）
- デュエル・マスターズ
- B-伝説! バトルビーダマン → B-伝説! バトルビーダマン 炎魂
- 爆球Hit! クラッシュビーダマン
- 爆丸バトルブローラーズ（途中打ち切りしたが、ニューヴェストロイア（第2期から再びネット。） → 爆丸 バトルブローラーズ ニューヴェストロイア → 爆丸 バトルブローラーズ ガンダリアンインベーダーズ
- 李香蘭
- イソップワールド（福島放送で放送する以前に、テレビユー福島でも放送）
- 白旗の少女
- ペット大集合!ポチたま
- ザ・逆流リサーチャーズ
- 逆流!シラベルトラベル
- 女神のキセキ
- やりすぎコージー
- KOZY'S NIGHT 負け犬勝ち犬
- はっけん たいけん だいすき! しまじろう→しまじろう ヘソカ→しまじろうのわお!（テレビせとうち制作・番組自体は継続中）[注釈 21]
- P-1ゴールドラッシュ（テレビ大阪制作）
- メタルファイト ベイブレード 爆 → メタルファイト ベイブレード 4D → メタルファイト ベイブレード ZEROG[注釈 22]
- 仰天クイズ! 珍ルールSHOW
- クロスファイト ビーダマン → クロスファイト ビーダマンeS（途中ネット打ち切り）
- 建物図鑑
- ビーストサーガ（途中ネット打ち切り）
- お金がなくても幸せライフ がんばれプアーズ!
- 刺客請負人
- 刑事吉永誠一 涙の事件簿
- 三匹のおっさん〜正義の味方、見参!!〜（2話連続放送） → 三匹のおっさん2〜正義の味方、ふたたび!!!!〜 → 三匹のおっさん3〜正義の味方、みたび!!〜（2話連続放送）
- 釣りバカ日誌〜新入社員 浜崎伝助〜 → 釣りバカ日誌 Season2 新米社員 浜崎伝助（2話連続放送）
- 綾小路きみまろの人生ひまつぶし（テレビ大阪制作、途中ネット打ち切り）[注釈 23]
- 僕らプレイボーイズ 熟年探偵社 - 2話連続放送。
- ヤッさん〜築地発!おいしい事件簿〜
- 石川五右衛門
- P-1パチとも倶楽部（テレビ大阪制作）（途中ネット打ち切り）
- ドクター調査班〜医療事故の闇を暴け〜 - 2話連続放送。
- ユニバーサル広告社 - 2話連続放送。
- 特命刑事 カクホの女
- 執事 西園寺の名推理 → 執事 西園寺の名推理2
- 警視庁ゼロ係〜生活安全課なんでも相談室〜
- 駐在刑事
- ソレダメ!〜あなたの常識は非常識!?〜（途中打ち切り、番組自体は継続中）
- よだれもん家族

#### その他（独立系地上波局）

##### アニメ
- ヤミと帽子と本の旅人
- おくさまは女子高生
- D4DJ First Mix

##### スポーツ系
- 中央競馬ワイド中継

##### その他
- 美悠紀行・鉄道沿線探勝ロマン（2008年2月9日まで）
- 日本駅弁図鑑→続・日本駅弁図鑑（食と旅のフーディーズTV制作）
- 生命之光（キリストの幕屋制作）
- コアラの探偵アーチボルド
- ヨーヨーの猫つまみ（日本テレビ制作）
- テディ&アニー
- 快感!ここでる倶楽部（テレビ神奈川制作）
- ホテル・ノスタルジア（BS日テレ制作）
- 人生の切符
- ゴールデンスロット
- 新車ファイル クルマのツボ（テレビ神奈川制作）
- 岡崎五朗のクルマでいこう!（テレビ神奈川制作、途中打ち切り）
- ビルボード全米TOP40（テレビ神奈川制作）
- Channel a（テレビ神奈川・avex制作）
- 感動!!ニッポン食彩探訪
- 熱いぞ!猫ヶ谷!!
- こうちゃんの簡単HAPPYレシピ（BS日テレ制作）
- 絶景!美しきスイス紀行（旅チャンネル制作）
- 絶品!こだわりの一品料理の名店（旅チャンネル制作）
- 舞の海のイニシエわびさび探訪（旅チャンネル制作）
- 秋山莉奈&芳賀優里亜のJヴァカンス
- SHIBUHARA GIRLS 2（MTV JAPAN制作）（金曜ナイトセレクションにて放送）
- 戦国鍋TV 〜なんとなく歴史が学べる映像〜
- 韓Chu（ホームドラマチャンネル制作、途中打ち切り）
- ライフ・ライン（太平洋放送協会制作、現在は福島テレビで放送）
- 日本全国駅スタンプの旅（旅チャンネル制作）
- 秋山莉奈のゆめぐり旅じかん!!
- うんめぇ!運命!ラーメンとの出会い（阿部ビデオ企画制作）
- TV・局中法度!
- ローカル列車で行く!日本のふるさと
- 秋山莉奈のベジフルライフ（パワーテレビジョン制作）
- なすびのギモン → なすびのギモン2 → なすびのギモン パート5（環境省企画、福島映像企画制作）
- 美味絢爛☆ニッポンぐるめ絵巻（不定期放送）
- パチ&スロスタジアム（パチンコ★パチスロTV!制作）
- 太陽と緑の健やかタイム（アサヒ緑健制作）[注釈 24]
- Dr.石原のタウンBeautyStreet → Dr.石原のタウンビューティードリーム

#### BS朝日制作番組
- カーグラフィックTV
- 刑事定年
- 家族法廷

### 福島県で初めて放映されたテレビ朝日系列の番組
- ANNニュースセブン
- ANNニュースファイナル
- シャボン玉プレゼント（朝日放送制作）
1981年9月15日のサービス放送から[33]。腸捻転時代の福島テレビ、腸捻転解消後の福島中央テレビでも放送されなかった。
- トゥナイト
1981年9月15日のサービス放送から[33]。
- ザ・ハングマン
1981年9月18日（第1シリーズの第44話）のサービス放送から放送[34]。第1シリーズの第1話から第43話までは、1982年12月から1983年3月まで、月曜から金曜まで15時からの再放送枠で放送された[35]。
- 歌謡ドッキリ大放送!!
1981年9月20日のサービス放送から[36]。
- 日曜夕刊!こちらデスク
1981年9月20日のサービス放送から[36]。
- ハウスこども劇場
1981年9月22日のサービス放送から[37]
- 最強ロボ ダイオージャ（名古屋テレビ制作）
サービス放送の1981年9月19日と9月26日は第1話と第2話を放送[38]。本放送開始後である1981年10月以降は同時ネット。その後、1984年5月から7月まで、月曜から金曜までの17時30分 - 18時00分の再放送枠で全話放送された[39]。
- おはよう!スパンク（朝日放送制作）
サービス放送の1981年9月19日より同時ネット[40]。1983年3月から6月まで、月曜から金曜までの8時00分 - 8時30分の再放送枠で全話放送された[41]。

### 開局時に福島中央テレビから移行したテレビ朝日系の番組
- ドラえもん（第2作、1979年）
第1作（1973年）も福島中央テレビで放送。福島中央テレビでは、帯番組の10分枠版は未放送で日曜朝の放送分のみネットし、1981年（昭和56年）6月30日に終了[42]。7月7日からは、『正義を愛する者 月光仮面』の再放送を放送した[43]。
サービス放送中、当時放送されていた平日夕方の時間帯は、9月15日から30日まで『キャプテンハーロック』[注釈 25]が放送されていたため、9月27日の日曜の放送枠最終回のみネット[44]。開局後、夕方帯は10月1日と10月2日[注釈 26]に放送[45]。10月2日の金曜日の放送枠初回も放送。
- スーパー戦隊シリーズ
『太陽戦隊サンバルカン』の第32話から。福島中央テレビでは、第1作『秘密戦隊ゴレンジャー』から当時の最新作だった『サンバルカン』まで全てネットし、1981年8月25日に終了[46]。福島中央テレビでは後番組として、『ゴレンジャー』の再放送を放送した[47]。
- あばれはっちゃくシリーズ
『男!あばれはっちゃく』から。福島中央テレビでは 木曜17時00分に放送されていたが、1980年10月23日に終了[48]。
- 世界あの店この店
1981年9月15日のサービス放送から[49]。
放送当時、福島県には丸井（郡山店）があったが、別スポンサーだった。
- 徹子の部屋
1981年9月15日のサービス放送から[33]。
- プロポーズ大作戦（朝日放送制作）
1981年9月15日のサービス放送から[33]。
- 霊感ヤマカン第六感（朝日放送制作）
1981年9月16日のサービス放送から[50]。
- 三枝の国盗りゲーム（朝日放送制作）
1981年9月17日のサービス放送から[51]。
- 長七郎天下ご免!
1981年9月17日のサービス放送から[51]。
- 独占!女の60分
1981年9月19日のサービス放送から[52]．
- 西部警察
1981年9月20日のサービス放送（第96話）から[36]。
- 一休さん
1981年9月21日のサービス放送（第263話）から[53]。
- 怪物くん
1981年9月22日のサービス放送（第46回）から[37]。
- 笑アップ歌謡大作戦
1981年9月22日のサービス放送から[37]。
- 欽ちゃんのどこまでやるの!?
1981年9月30日のサービス放送から[54]。
- 特捜最前線
1981年9月30日のサービス放送から[54]。
- ANNニュースライナー
- ANNニュースレーダー
福島中央テレビでは日曜日のみのネット
- モーニングショー
開局当日の1981年10月1日の『溝口泰男モーニングショー』から。9月30日までは福島中央テレビで放送し[55]、福島放送では、サービス放送中の9月23日[56]から30日まで海外ドラマ『ロックフォードの事件メモ』に差し替えて対応した[57]。
- アフタヌーンショー
開局当日の1981年10月1日から[58]。9月30日までは福島中央テレビで放送していたため、サービス放送中当該時間帯は『西部警察』に差し替え[57]。
- おはようワイド・土曜の朝に（朝日放送制作）
1981年10月3日から放送[59]。福島中央テレビでは9月26日まで放送し[60]、9月26日のみ海外ドラマ『ロックフォードの事件メモ』に差し替え[61]。
- クイズタイムショック
1981年10月1日から放送[62]。
- ハロー!サンディベル
1981年10月2日から放送[63]。
- ワールドプロレスリング
1981年10月2日から放送[63]。
- 週間漫画ゲラゲラ45
1981年10月4日から放送[64]。
- 新婚さんいらっしゃい!（朝日放送制作）
1981年10月4日から放送[64]。
- パネルクイズ アタック25（朝日放送制作）
1981年10月4日から放送[64]。
- それゆけ!レッドビッキーズ（朝日放送制作）
1981年10月4日から放送[64]。
- 象印クイズ ヒントでピント
1981年10月4日から放送[64]。
- タイガーマスク二世
1981年10月5日から放送[65]。
- 日曜洋画劇場
1981年10月11日から放送[66]。福島中央テレビでは9月27日まで放送していたため[67]、9月20日は映画『ロビンとマリアン』[68]、9月27日は映画『暴力脱獄』に差し替え[69]。
- 火曜午後9時枠時代劇
『鬼平犯科帳』（1981年版）の最終回から[70]。
- 土曜ワイド劇場
福島中央テレビでは、土曜22時から放送（1981年9月26日まで[60]。）。福島放送では開局後の1981年10月3日から放送[59]。
- 明日の経営戦略
1982年4月から放送。福島中央テレビでは、福島放送開局後の1982年3月まで放送していた[71]。
- あまから問答（総理府（現・内閣府）提供）
- 熱闘甲子園

### 開局時に福島テレビから移行したテレビ朝日系の番組（いずれも朝日放送制作）
民教協は引き続き福島テレビが加盟・放送。
- ラブアタック!
1981年9月27日のサービス放送から。福島テレビでは、1977年4月から1978年6月まで、日曜 0時15分（土曜深夜）から放送[72]。
- 必殺シリーズ（福島放送開局時は『新・必殺仕事人』の途中から）

## アナウンサー

### 男性
- 2007年 内田智之
- 2024年 新垣海音

### 女性
- 2000年 笠置わか菜
- 2009年 安藤桂子（群馬テレビから移籍）
- 2016年 山崎聡子
- 2019年 岩渕葵（10月入社、さくらんぼテレビから移籍）
- 2024年 鍜治谷琴音
- 2025年 平井愛弓

### 異動

#### 男性
- 1990年
  - 寺尾克彦 - 営業推進部長[73]
- 1994年
  - 池田速人 - いわき支社[74][75]
- 2016年
  - 樋口陽一[76] - 福島支社福島県警察本部担当記者（2025年2月現在）[77]

#### 女性
- 2006年
  - 猪俣理恵 - 編成局[78]

### 退職

#### 男性
- 1981年
  - 坪井淳一 - 退職後、FM長崎 → bayfm → Kiss-FM KOBE → 退職
- 1986年
  - 今泉毅
- 1992年
  - 深田和彦 - 退職後は、FMえどがわのパーソナリティを経て、 岡山県倉敷市でくらしき情報発信課の職員、 千葉県我孫子市であびこの魅力発信室長を歴任。
- 2002年
  - 飯野雅人 - 2008年3月の退職を経て、翌4月に有期雇用契約の専門職員（アナウンサー）として東北放送に入社。
- 2009年
  - 石垣英輔 - 長崎国際テレビ（ニチエンプロダクション所属から派遣） → テレビ山梨 → テレビ愛知報道記者
  - 内藤悠一（2月入社）
- 2010年
  - 片山真人 - 文化放送 → 静岡朝日テレビ
- 2017年
  - 坂寄直希 - 2023年1月の退職を経て、翌2月にアナウンサーとして東北放送へ入社。
- 2020年
  - 溝江翔平 - 2025年4月の退職を経て[79]、2025年6月にアナウンサーとして熊本県民テレビへ入社[80][81]。
- 岩崎吉高 - 退社を機に、NHK関連のスポーツ番組でディレクターを担当
- 松元真一郎 - 退職後、中京テレビ → ニッポン放送 → フジテレビ → フリーアナウンサー（ザ・ユニバース所属）

#### 女性
- 1989年
  - 宮田真弓 - 後にフリー（結婚後／吉田真弓）
- 1990年
  - 益子直美 - 退職後、テレビ新潟 → 現在関西でフリーアナウンサー
- 1991年
  - 大滝玲子 - 結婚
- 1993年
  - 奥山美香 - 現姓・織田。
  - 平方恭子 - 2003年退職後、現在は仙台でフリーアナウンサー（オリオンズベルト所属）として活躍。
- 1996年
  - 丹舞子 - 1997年さくらんぼテレビ → 退職
- 1997年
  - 石川あき子 - 本名／石川亜紀子、東日本放送（石川亜紀子） → 福島放送（石川あき子） → 退職 → フリーアナウンサー
- 1998年
  - 立川陽子 - 2003年結婚退社
- 1999年
  - 長谷川波香 - NHK仙台放送局から移籍 → タイムリーオフィス所属
- 2000年
  - 小林由季 - 現姓・岡本、信越放送アナウンサー → ジョイスタッフ所属。
- 2002年
  - 稲葉陽子 - 報道記者 → 2005年テレビ信州アナウンサー
- 2003年
  - 大久保尚子（3月入社） - エフエム青森 → G/I/P所属
- 2004年
  - 莇陽子 - ジョイスタッフ所属 → IG証券所属
  - 佐藤さやか - ボイスワークス所属
- 2006年
  - 丹野麻衣子 - 2009年報道部へ異動し、2010年3月に退職。北海道文化放送 → キャスト・プラス所属。
- 2007年
  - 坂本洋子（2007年入社） - 静岡第一テレビ → TCP artist所属
  - 二階堂絵美 - 2010年9月退職後、2011年4月からボイスワークス所属。
- 2010年
  - 高島英里奈 - レディオ湘南 → ジョイスタッフ所属
  - 千原礼子 - NHK甲府放送局契約キャスター
- 2013年
  - 飯田麻菜美 - 退社後に上京を経て圭三プロダクションに所属
- 2015年
  - 新田朝子 - ニチエンプロダクション → ホリプロアナウンス室所属
- 2021年
  - 馬田万葉
- 2023年
  - 高橋ひかり - 2025年3月に退職。
  - 竹内真理 - 2025年3月に退職。（富山テレビ→キャスト・プラス→宮崎放送→東日本放送→ショップチャンネルから移籍）
- 2024年
  - 左右田禎子（日本海テレビから移籍）
- 大河原千佳子 - 当時／クロステレビから派遣
- 多田友子
- 坂口伊識
- 吉田美香子 - ハイブリッヂコミュニケーション所属[82]
- 北岡由子
- 有賀佐知子 - 退社後、結婚
- 高倉光子 - 退職後、富山テレビアナウンサー → 上京して結婚 → 共同テレビフリーアナウンサー → 退職
- 福田浩子 - 退職後、FMヨコハマでニュース・天気担当（2000年から声優養成学校講師も兼務）
- 服部京子 - 新潟テレビ21 → テレビ金沢 → 琉球放送アナウンサー → フリーアナウンサー

### アナウンサー以外の出演者
- 羽藤淳子（1985年 - 1998年） - フリー[83]
会津若松市出身[注釈 27][83]。NHK福島放送局契約キャスターを経て、福島放送の情報番組「小玉みい子の朝はいきいき!」、「あいうえお天気目玉焼（あいうえお天気目玉焼Lサイズ）」、「ふくしまスーパーJチャンネル」の司会者を歴任[83]。2012年11月から2013年3月にかけて、仙台放送石巻支局女川町担当記者を担当した[83]。

## アナウンサー以外の在籍者
- 宮村義人（総務部担当部長などを歴任、元声優）

## 県内各地のチャンネル

### デジタル放送

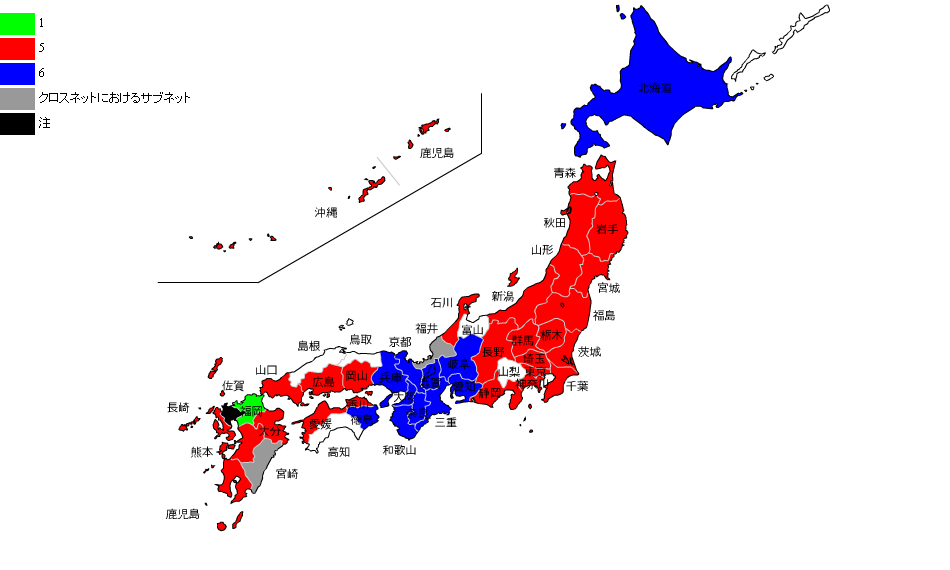
テレビ朝日系列のリモコンキーID地図

- リモコンキーID：全送信所共通で『5』である。

＜親局＞ 福島（笹森山）・郡山 29ch（JOJI-DTV）3kW
- 親局の実効輻射電力は41kWである。

#### 中継局
■中通り
- 石川 23ch
- 小野 17ch
- 表郷犬神 19ch
- 川俣 47ch
- 郡山河内 47ch〈垂直偏波〉
- 郡山高玉 37ch
- 郡山田村（宇津峰） 37ch
- 白河 19ch
- 白河表郷（武鉾山） 23ch
- 須賀川長沼 19ch
- 伊達月舘 49ch
- 棚倉富岡 19ch
- 田村滝根 47ch〈垂直偏波〉
- 田村船引 19ch
- 天栄 19ch
- 天栄大里 46ch
- 磐城西郷 36ch
- 西郷長坂 23ch
- 西郷虫笠 23ch
- 西郷谷地中 23ch〈垂直偏波〉
- 磐梯熱海 38ch
- 塙（米山） 19ch
- 東塙（塙笹原） 23ch（唯一のデジタル新局）
- 平田蓬田 19ch
- 福島大波 38ch
- 福島信夫（信夫山） 49ch
- 福島土湯 38ch
- 古殿 45ch
- 西古殿（古殿鎌田） 19ch
- 古殿松川 36ch
- 保原富沢 48ch
- 南川俣（川俣大綱木） 19ch
- 三春 38ch
- 矢祭 45ch

■会津
- 会津若松（背炙山） 30ch
- 裏磐梯 23ch
- 金山 23ch
- 昭和 28ch
- 只見 36ch
- 西金山（金山大塩） 23ch
- 東裏磐梯 28ch
- 東金山（金山水沼） 28ch
- 東昭和（昭和大芦） 30ch
- 東只見（只見明和） 30ch
- 南会津荒海 29ch
- 南会津伊南 30ch
- 南会津内川 25ch
- 南会津（田島） 25ch
- 南会津南郷 19ch
- 南会津耻風 19ch
- 柳津三島 29ch

■浜通り
- いわき（湯の岳） 28ch
- いわき北（水石山） 29ch
- いわき遠野 19ch
- いわき湯本 19ch
- 飯舘 36ch
- 富岡 35ch
- 浪江津島 23ch
- 双葉川内 19ch
- 南相馬（原町） 29ch

### アナログ放送
※東日本大震災による岩手県・宮城県・福島県のアナログ放送終了延期に伴い、2012年3月31日停波。
- ＜親局＞ 福島（笹森山）・郡山 35ch（JOJI-TV）

#### 中継局
| ■中通り - 石川 43ch - 泉崎大田川 48ch - 表郷犬神 39ch - 川俣 43ch - 北川俣（川俣飯坂） 40ch - 郡山河内 54ch 〈垂直偏波〉 - 郡山高玉 50ch - 郡山田村 41ch - 白河 46ch - 須賀川長沼 54ch - 伊達月舘 57ch - 棚倉富岡 41ch - 田村船引 43ch - 田村滝根 61ch〈垂直偏波〉 - 天栄 59ch - 天栄大里 41ch - 西郷長坂 53ch - 西郷虫笠 38ch - 西郷谷地中 53ch〈垂直偏波〉 - 西古殿（古殿鎌田） 57ch - 二本松 57ch - 二本松東和 42ch - 塙 42ch - 磐梯熱海 21ch - 平田蓬田 36ch - 福島信夫 47ch - 福島渡利 62ch - 福島大波 54ch - 福島土湯 53ch - 古殿 25ch - 古殿松川 60ch - 保原富沢 52ch - 南川俣（川俣大綱木） 52ch - 三春 50ch - 矢祭 57ch | ■会津 - 会津若松 41ch - 会津若松東山 59ch - 裏磐梯 48ch - 金山 59ch - 昭和 38ch - 只見 42ch - 西会津 59ch - 西会津奥川 52ch - 西金山（金山大塩） 59ch - 東裏磐梯 60ch - 東金山（金山水沼） 43ch - 東昭和（昭和大芦） 58ch - 東只見（只見明和） 61ch - 南会津（田島） 35ch - 南会津荒海 60ch - 南会津南郷 38ch - 南会津伊南 58ch - 柳津三島 58ch | ■浜通り - いわき（湯の岳） 36ch - いわき北（水石山） 60ch - いわき遠野 52ch - いわき湯本 50ch - いわき四ツ波 39ch - 飯舘 48ch - 飯舘関沢 53ch - 飯舘向押 54ch - 飯舘蕨平 39ch - 富岡 40ch - 双葉川内 56ch - 南相馬（原町） 48ch |

在福テレビ放送局では後発組だが、UHF最先発の福島中央テレビに比べても3局少ないだけであった。（福島放送のみ未設置に終わった中継局は舘岩中継局だけであった。ただし、東舘岩テレビ中継局と東塙中継局はテレビユー福島とともに非該当となっている。（ただし、東塙中継局はテレビユー福島とともにデジタル新局として開局した。））

## キャッチフレーズ
- 開局 - 「テレビは ― 福島放送」「個性あざやか」
- 不明 - 「情報ステーション」
- 1983年（昭和58年） - 「Let`s Love`83」
- 1991年（平成3年） - 「あなたのハートに震度10」（開局10周年）
- 1997年（平成9年）頃 - 「が、いいね!」[注釈 28]
- 1998年（平成10年）頃 - 「ごらくだ」[注釈 28]
- 2001年（平成13年）頃 - 「Think21」（開局20周年、環境キャンペーンとして）
- 2011年（平成23年）頃 - 「キラキラ フクシマ ボクトキミ」（開局30周年[注釈 29]）
- 2016年（平成28年）4月 - 「OPEN!35th」（著作・制作にも表示）
- 2017年（平成29年）3月 - 「イッシンゴチャンネル」
- 2021年（令和3年） - 「未来へ5いっしょに!」（開局40周年）

## オープニング・クロージング
- 1981年（昭和56年）9月15日 - 1997年（平成9年）3月
｢BIG SKY｣ 作詞・伊藤アキラ、作曲・瀬尾一三、歌・須藤薫
開局当時に集められたキャンペーンガール・ギャルKFB[84]が「Bigsky Big tomorrow」と書かれたTシャツに白い帽子と青いラインの入ったスカートを着ている。オープニングでは前述のキャンペーンガールの他に、ラグビー選手たち、地元のバスガイドたちや漁師たち、野球部員、女子バレーボール部員などがジャンプしている内容。

- 2016年（平成28年）10月1日[85] - 現在
｢BIG SKY｣リメイクバージョン 作詞・伊藤アキラ、作曲・瀬尾一三、歌・千年さとみ[86]
千年さとみは郡山育ちのシンガー[87]。

マスコットキャラクターを合成した映像。なお、クロージングでは、インストゥルメンタルとして使用。

## イベントなど

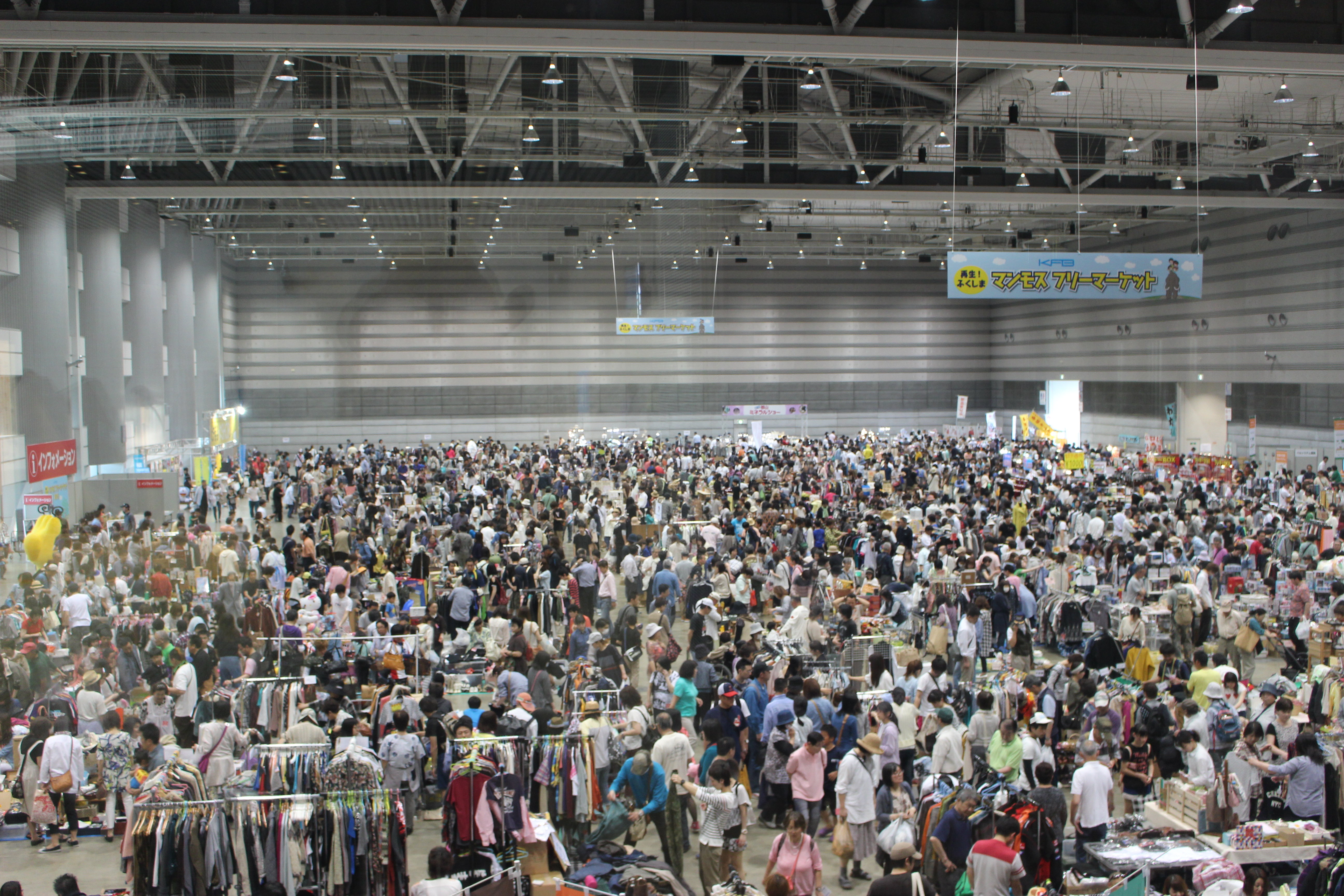
KFBマンモスフリーマーケット（写真は2015年）

- KFBスキースノーボードスクール - 毎年2月上旬に数日間、グランドサンピア猪苗代リゾートスキー場で行われていた。

12月ごろに入るとステーションブレイク枠を中心に告知・募集のCMが多く流れていた。
- KFBマンモスフリーマーケット - 毎年ゴールデンウィーク期間中の5月上旬に、ビッグパレットふくしまで開催。

かつては「KFBふれあいフリーマーケット」として、5月下旬に開成山公園で開催されていた。
KFBスキースノーボードスクールのCMの放送期間が終わると、マンモスフリーマーケットの募集・開催のCMが主に流されるようになる。
2011年（平成23年）は開局30周年記念として5月と10月の2回開催される予定だったが、開催予定地のビッグパレットふくしまが東日本大震災（東北地方太平洋沖地震）で使用不可能となり中止。その後、郡山カルチャーパーク駐車場にて11月19日から20日まで「再生!ふくしま KFBマンモスフリーマーケット」と題して行われた。また、2012年（平成24年）4月28日から30日までにも2011年と同場所・題で行われた。題は2011年（平成23年）以降のままだが、2013年（平成25年）には通常通りに戻った。なお、2016年（平成28年）以降開催されていない。
- KFBテニススクール
- グランフェスふくしま 〜情熱文化祭〜
- KFBまつり（2016年（平成28年） - ）